# Penfluridol
Penfluridolul este un antipsihotic tipic derivat de difenilbutilpiperidină, fiind utilizat în tratamentul schizofreniei. Molecula a fost dezvoltată de Janssen Pharmaceutica în anul 1968.